# Brooklyn (Indiana)
Brooklyn ist eine Town im Morgan County, Indiana, Vereinigte Staaten. Laut Volkszählung im Jahr 2020 lebten in der Stadt 2511 Menschen. Der Ort wurde durch das Goethe-Link-Observatorium der Indiana University bekannt, das sich ein bis zwei Meilen westlich der Stadt befindet.
Brooklyn liegt im Clay Township am White Lick Creek, zwischen den Kleinstädten Mooresville und Martinsville. Es grenzt im Süden an den Ort Bethany, die nächste Gemeinde in nördlicher Richtung ist Brookmoor.

## Geschichte
Der Siedler Frank Landers baute 1953 ein Geschäft und begann, die Siedlung auszubauen, die mit der Ankunft der Eisenbahn zu wachsen begann. Die Siedlung wurde vermutlich nach dem gleichnamigen New Yorker Stadtbezirk benannt. Ein Postamt im Ort eröffnete im Jahr 1856. 1904 gründete sich die Gemeinde.

## Infrastruktur
Die lokale High School ist die Martinsville High School in Martinsville, dem County Seat.
Westlich von Brooklyn verläuft die Staatsstraße 69.